# Lista odcinków serialu Paragraf Kate
Poniżej znajduje się lista odcinków serialu telewizyjnego Paragraf Kate – emitowanego przez amerykańską stację telewizjną USA Network od 20 stycznia 2011 do 15 czerwca 2012. W Polsce natomiast przez stację Universal Channel od 4 kwietnia 2011 do 13 grudnia 2012. Serial składa się z 2 sezonów, 23 odcinków.
| Sezon | Sezon | Odcinki | Premiera sezonu  | Finał sezonu    | Premiera         | Finał           | Wydanie DVD    | Wydanie DVD  | Wydanie DVD |
| Sezon | Sezon | Odcinki | Premiera sezonu  | Finał sezonu    | Premiera         | Finał           | Region 1       | Region 2     | Region 4    |
| ----- | ----- | ------- | ---------------- | --------------- | ---------------- | --------------- | -------------- | ------------ | ----------- |
|       | 1     | 10      | 20 stycznia 2011 | 24 marca 2011   | 4 kwietnia 2011  | 6 czerwca 2011  | 5 czerwca 2011 | 14 maja 2012 | N/A         |
|       | 2     | 13      | 16 marca 2012    | 15 czerwca 2012 | 20 września 2012 | 13 grudnia 2012 | N/A            | N/A          | N/A         |

## Sezon 1 (2011)
| #  | Tytuł                   | Polski tytuł              | Reżyseria       | Scenariusz                             | Premiera         | Premiera w Polsce (Universal Channel) |
| -- | ----------------------- | ------------------------- | --------------- | -------------------------------------- | ---------------- | ------------------------------------- |
| 1  | Pilot                   | Pilot                     | Bronwen Hughes  | Michael Sardo                          | 20 stycznia 2011 | 4 kwietnia 2011                       |
| 2  | Priceless               | Bezcenny                  | Andy Wolk       | Michael Sardo                          | 27 stycznia 2011 | 11 kwietnia 2011                      |
| 3  | Benched                 | Mediatorka                | John Showalter  | Aaron Tracy                            | 3 lutego 2011    | 18 kwietnia 2011                      |
| 4  | Bo Me Once              | Apetyt                    | Anton Cropper   | Jan Nash, Michael Sardo, Linda Burstyn | 10 lutego 2011   | 25 kwietnia 2011                      |
| 5  | The Two Richards        | Dwóch Richardów           | Paul Holahan    | Jan Nash                               | 17 lutego 2011   | 2 maja 2011                           |
| 6  | Believers               | Przekonanie               | Tricia Brock    | Jim Adler                              | 24 lutego 2011   | 9 maja 2011                           |
| 7  | Coming Home             | Powrót do domu            | Steven DePaul   | Jim Adler                              | 3 marca 2011     | 16 maja 2011                          |
| 8  | UltraVinyl              | Stare płyty nie rdzewieją | Bob Berlinger   | Blair Singer                           | 10 marca 2011    | 23 maja 2011                          |
| 9  | My Best Friend’s Prenup | Intercyza przyjaciółki    | Vincent Misiano | Ben Lee                                | 17 marca 2011    | 30 maja 2011                          |
| 10 | Bridges                 | Mosty                     | Peter Markle    | Jan Nash, Michael Sardo                | 24 marca 2011    | 6 czerwca 2011                        |

## Sezon 2 (2012)
| #  | Tytuł             | Polski tytuł       | Reżyseria        | Scenariusz                         | Premiera         | Premiera w Polsce Universal Channel |
| -- | ----------------- | ------------------ | ---------------- | ---------------------------------- | ---------------- | ----------------------------------- |
| 1  | Satisfaction      | Satysfakcja        | Anton Cropper    | Peter Ocko                         | 16 marca 2012    | 20 września 2012                    |
| 2  | Start Me Up       | Nowy początek      | Andy Wolk        | Rob Fresco                         | 23 marca 2012    | 27 września 2012                    |
| 3  | Bait & Switch     | Przynęta i haczyk  | Ken Girotti      | Joanna Johnson                     | 30 marca 2012    | 4 października 2012                 |
| 4  | Shine a Light     | Prawda             | Allan Kroeker    | Jamie Pachino                      | 6 kwietnia 2012  | 11 października 2012                |
| 5  | Gimme Shelter     | Schronienir        | Peter Lauer      | Tawnya Bhattacharya, Ali Laventhol | 13 kwietnia 2012 | 18 października 2012                |
| 6  | What They Seem    | Pozory             | Anton Cropper    | Tom Donaghy                        | 20 kwietnia 2012 | 25 października 2012                |
| 7  | Teenage Wasteland | Meandry dorastania | Tawnia McKiernan | Ish Goldstein                      | 27 kwietnia 2012 | 1 listopada 2012                    |
| 8  | Ripple of Hope    | Iskierka nadziei   | Peter Markle     | Robert Nathan                      | 4 maja 2012      | 8 listopada 2012                    |
| 9  | Kiss Me, Kate     | Pocałuj mnie Kate  | Michael Watkins  | Roger Wolfson                      | 11 maja 2012     | 15 listopada 2012                   |
| 10 | Shattered         | Zduzgotani         | Andy Wolk        | Jamie Pachino                      | 18 maja 2012     | 22 listopada 2012                   |
| 11 | Borderline        | Granica            | Matthew Penn     | Joanna Johnson                     | 1 czerwca 2012   | 29 listopada 2012                   |
| 12 | Force Majeure     | Siła wyższa        | Peter Markle     | Peter Ocko                         | 8 czerwca 2012   | 6 grudnia 2012                      |
| 13 | Finale            | Finał              | Anton Cropper    | Peter Ocko                         | 15 czerwca 2012  | 13 grudnia 2012                     |